# Georg Albert Heineken
Georg Albert Heineken (* 30. Juni 1819 in Bremen; †  1875 in Bremen) war ein deutscher Archivar in Bremen.

## Biografie
Heineken stammte aus der alten Bremer Familie Heineken und er war der Sohn des Schiffsmaklers Hermann August Heineken (1790–1824), Enkel von Bremens Bürgermeister Christian Abraham Heineken und Neffe des Syndicus und Senators Friedrich Wilhelm Heineken. Er besuchte vermutlich das Gymnasium in Bremen, studierte Rechtswissenschaften und promovierte zum Dr. jur. Er war von 1851 bis 1855 Gerichts-Secretär und von 1857 bis 1875 leitete er als Senats-Secretär das Bremer Archiv als Nachfolger von Otto Gildemeister. Ihm folgte als Archivar Wilhelm von Bippen.